# Вердикт за деньги
«Вердикт за деньги» (англ. Runaway Jury) — американская драма, триллер 2003 года Гэри Фледера.
Является адаптацией книги Джона Гришэма «Вердикт», но имеет определённые отличия.
В соответствии с книгой истец, Селеста Вуд, пытается бороться с табачной компанией, тогда как в фильме идёт речь о компании по продаже огнестрельного оружия. Соответственно, Селеста утверждает, что преждевременная смерть её мужа была вызвана курением сигарет, которые производила данная табачная компания.

## Сюжет
Все действие фильма развивается вокруг судебного иска против оружейной компании. Из пистолета производства этой фирмы за два года до описываемых событий в Новом Орлеане были застрелены одиннадцать человек и ещё пятеро тяжело ранены. Суд присяжных рассматривает дело Селесты Вуд, молодой американской женщины, на стороне которой известный адвокат, лоббирующий запрет свободной продажи оружия, против производителя оружия, на стороне которого огромные деньги, и известный профессиональный «разработчик» присяжных, использующий всевозможные незаконные методы давления на последних.

## В ролях
- Джон Кьюсак — Николас Истер, он же Джефри Кёр
- Джин Хэкмен — Рэнкин Фитч, консультант по присяжным со стороны ответчика
- Дастин Хоффман — Уэнделл Рор, адвокат, представляющий Селесту Вуд
- Рэйчел Вайс — Габриэлла Брандт, она же Марли
- Брюс Дэвисон — Дэрвуд Кейбл, адвокат компании
- Брюс Макгилл — судья Харкин
- Джереми Пивен — Лоренс Грин, консультант по присяжным со стороны истца
- Ник Сирси — Дойл, первый ассистент Фитча
- Маргерит Моро — Аманда Монро, ассистентка Фитча
- Лилэнд Орсер — Лэмб, второй ассистент Фитча
- Лори Хёринг — Максин, ассистентка Фитча
- Нестор Серрано — Янович, третий ассистент Фитча
- Джоанна Гоинг — Селеста Вуд, вдова и истец
- Дилан Макдермотт — Джейкоб Вуд, погибший муж Селесты
- Андрэа Пауэл — Дебора, секретарь Джейкоба
- Кэрол Саттон — Лу Дэлл, судебный пристав
- Генри Дэрроу — Себальд

### Присяжные
- Джерри Бэмман — Герман Граймс
- Билл Нанн — Лонни Шэйвер
- Клифф Кертис — Фрэнк Эррера
- Хуанита Йеннингс — Лорен Дьюк
- Нора Данн — Стелда Хьюлик
- Расти Швиммер — Милли Дюпре
- Дженнифер Билз — Ванесса Лембек
- Гай Торри — Эдди Виз
- Рода Гриффис — Рикки Коулман
- Луис Гусман — Джерри Эрнандес
- Фалони Р. Харрис — Сильвия ДеШейзо
- Корри Инглиш — Лидя Дитс